# Baltistán
Baltistán (en balti: སྦལ་ཏི་སྟཱན, en urdu: بلتستان‎, también conocido como Baltiyul) es una región al norte de la Cachemira, lindera con la región autónoma uigur de Sinkiang en la China. Se encuentra en las montañas del Karakoram, al sur del K2, la segunda montaña más alta del mundo. Es una región extremadamente montañosa, con altitud promedio superior a 3,350 m s. n. m. La región está habitada principalmente por musulmanes balti de ascendencia tibetana que se convirtieron al budismo tibetano antes del siglo XVI; precisamente el topónimo Baltistán significa en idiomas indoiranios «País de los balti» del igual topónimo en lenguas tibetanas Baltiyul también significa lo mismo, por otra parte el Baltistán como el vecino Ladakh han recibido, por su aspecto y su cultura, la denominación de Pequeño Tíbet.

## Historia
Baltistán fue un estado independiente hasta que fue ocupado por el rajá (rey) de Cachemira (Kashmir) durante el siglo XIX. Antes de la partición, Baltistán (hoy casi totalmente en control pakistaní) era un distrito del Ladakh; Skārdu  era la capital de Ladakh durante el invierno mientras que Leh lo era durante el verano. En 1947 cuando la India y Pakistán obtuvieron su independencia del dominio inglés, el Baltistán se mantuvo como parte de Cachemira y tras la guerra indo-pakistaní, subsecuente a la independencia, la parte de Cachemira controlada por Pakistán (recordar que tanto la India como el Pakistán reclaman a toda Cachemira). Por esto los distritos de Skardu ("Skardo") y Ganche forman parte de Gilgit-Baltistán en la Cachemira Administrada por Pakistán, de facto una dependencia federal pakistaní administrada directamente por el gobierno central de Islamabad; la ciudad principal del Baltistán es la citada Skardu. La zona del Baltistán posee los picos más elevados del Karakoram incluyendo al K2. El llamado Baltistán indio (el distrito de Kargil) también es disputado por Pakistán e India y se ubica en el norte del territorio administrado por India o Jammu y Cachemira.